# Plesiolembos rectangulatus
Plesiolembos rectangulatus is een vlokreeftensoort uit de familie van de Aoridae. De wetenschappelijke naam van de soort is voor het eerst geldig gepubliceerd in 1977 door A. A. Myers.